# Orfelia delpontei
Orfelia delpontei är en tvåvingeart som beskrevs av Lane 1963. Orfelia delpontei ingår i släktet Orfelia och familjen platthornsmyggor. Inga underarter finns listade i Catalogue of Life.